# Unidades del Campo de Gibraltar

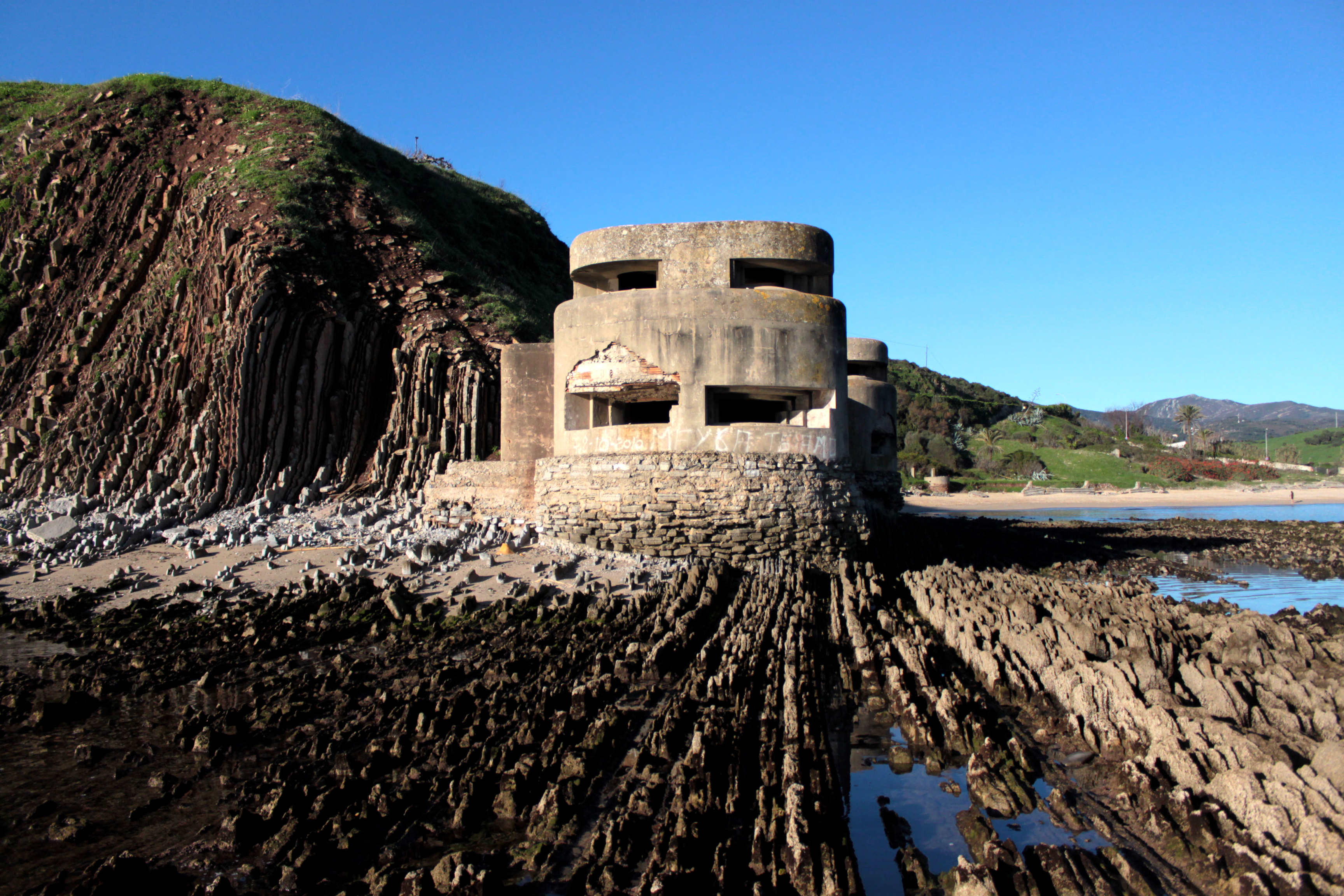
Afloramiento del flysch junto al Bunker de Getares

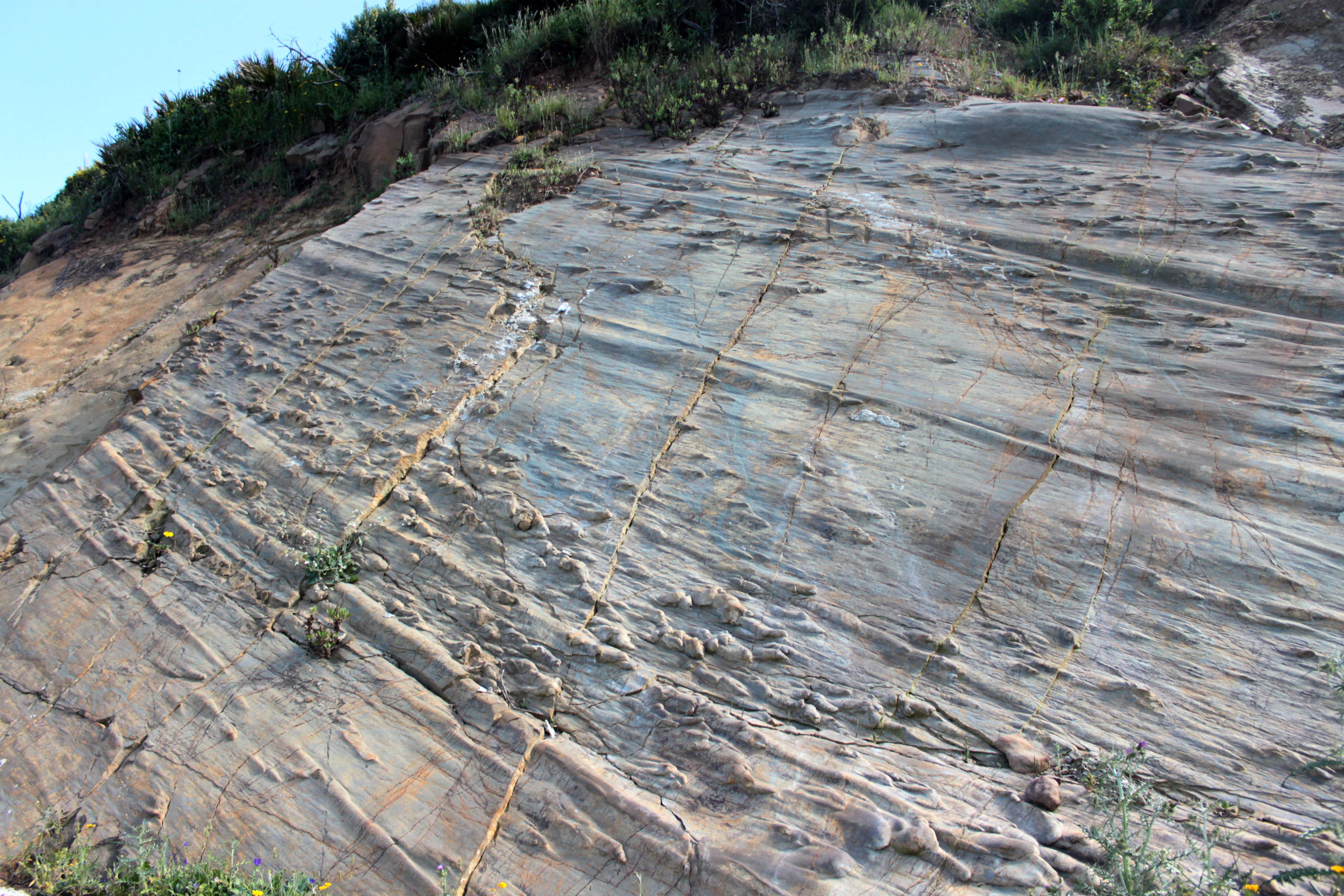
Estructuras sedimentarias tipo flute cast en Punta Carnero (Algeciras). La estratificación está invertida, se ven las estructuras sedimentarias como relieve invertido en la base de los estratos)

Las unidades del Campo de Gibraltar o complejo del Campo de Gibraltar son un conjunto de rocas sedimentarias en facies de tipo flysch ubicadas entre las zonas internas Béticas y las zonas externas de la cordillera Bética, en el extremo sur de la península ibérica. Estas unidades aparecen bien desarrolladas en el campo de Gibraltar y se prolongan por todo el norte de África, hasta Sicilia y Calabria. Están formadas por turbiditas, rocas originadas por el depósito de materiales detríticos, arenas, limos y arcillas, arrastrados en grandes avalanchas de masas de agua fangosa (corrientes de turbidez) que se mueven con rapidez sobre el fondo marino. Cuando estos depósitos se presentan como una alternancia repetitiva de rocas duras y blandas (areniscas y lutitas) se llaman facies de tipo flysch. Estas unidades de los flysch se depositaron al menos en parte sobre corteza oceánica en un fondo bastante profundo durante el Mesozoico y sobre todo en el Cenozoico. Esta cuenca se ha denominado «surco de los flysch» y la mayoría de los autores piensa que se situaba en el norte del continente africano.